# Sydney Thompson Dobell
Sydney Thompson Dobell (5 avril 1824 - 22 août 1874) est un poète et critique anglais, membre de l'école dite spasmodique.

## Biographie
Dobell est né à Cranbrook, Kent. Son père, John Dobell, est un marchand de vin et sa mère Julietta est une fille de Samuel Thompson (1766-1837), un réformateur politique de Londres. Il est un frère aîné du chirurgien Horace Dobell. La famille déménage à Cheltenham lorsque Dobell a douze ans. Il reçoit une éducation privée et n'a jamais fréquenté ni l'école ni l'université. Il y fait référence dans quelques lignes sur Cheltenham College à l'imitation de Chaucer, écrit dans sa dix-huitième année. Après cinq ans de fiançailles, il épouse, en 1844, Emily Fordham, une fille de bonne famille. La connaissance de James Stansfeld et du prédicateur-politicien de Birmingham George Dawson (prédicateur) nourrit l'ardeur du jeune enthousiaste pour le libéralisme de l'époque, et conduit plus tard à la fondation de la Société des Amis de l'Italie.
Pendant ce temps, Dobell écrit un certain nombre de poèmes mineurs, imprégnés d'un désir passionné de réforme politique. Le Roman paraît en 1850, sous le nom de plume de Sydney Yendys. L'année suivante, il voyage à travers la Suisse avec sa femme ; et après son retour, il se lie d'amitié avec Robert Browning, Philip James Bailey, George MacDonald, Emanuel Deutsch, Richard Monckton Milnes, John Ruskin, William Holman Hunt, Giuseppe Mazzini, Alfred Tennyson et Thomas Carlyle. Son deuxième long poème, Balder, paraît en 1854. Les trois années suivantes se passent en Écosse. Dobell écrit également The Ballad of Keith of Ravelston et Tommy's Dead .
Son ami le plus proche à cette époque est sans doute Alexander Smith. Ensemble, ils publient, en 1855, un certain nombre de sonnets sur la Guerre de Crimée, qui sont suivis d'un volume sur l'Angleterre en temps de guerre . Bien qu'en aucun cas un homme riche, il est toujours prêt à aider les hommes de lettres dans le besoin, et c'est grâce à ses efforts que les poèmes de David Gray sont publiés. En 1869, un cheval qu'il monte tombe et roule avec lui. Sa santé, qui a nécessité pendant plusieurs années de passer l'hiver à l'étranger, est gravement affectée par cet accident, et il est à partir de ce moment plus ou moins invalide jusqu'à sa mort à Nailsworth, Gloucestershire  .

## Poésie
En tant que poète, Dobell appartient à l'école de poésie spasmodique, comme l'a nommé William Edmondstoune Aytoun, qui en a parodié le style dans Firmilien : une tragédie spasmodique. L'épithète, cependant, est d'abord appliquée par Carlyle à Byron. L'école comprend George Gilfillan, Philip James Bailey, John Stanyan Bigg, Dobell, Alexander Smith et, selon certains critiques, Gerald Massey. Elle est caractérisée par un sous-courant de mécontentement face au mystère de l'existence, par de vains efforts, une lutte sans récompense, une agitation sceptique et une tension inquiète vers l'inaccessible. Elle reflète ainsi fidèlement une certaine phase de la pensée du XIXe siècle.

## Opinions religieuses et politiques
Dans ses opinions religieuses, Dobell est un chrétien du type Broad church et socialement, il est l'un des hommes les plus aimables et les plus sincères. Dobell croit également que la religion est une lutte personnelle entre une personne et la spiritualité qui existe au plus profond de sa propre psyché. Sa poésie se concentre davantage sur la présence spirituelle qui existe dans la vie plutôt qu'après la vie. Il est aussi un fervent partisan des droits des femmes. Son premier intérêt pour la cause des nationalités opprimées, montré dans son amitié avec Kossuth, Emanuel Deutsch et d'autres, n'a jamais diminué, bien que ses opinions sur la politique intérieure aient subi quelques changements par rapport aux opinions radicales de sa jeunesse. Dans le Gloucestershire, Dobell est bien connu comme défenseur de la réforme sociale et il est un pionnier dans l'application du système coopératif de l'entreprise privée .

## Chiens de chasse
Sydney Dobell est également célèbre comme l'un des premiers éleveurs de chiens de chasse. L'un lui est offert par M. Ronald McDonald de Skye. Elle est censée descendre des chiens de chasse de Cher Foreman McDonald. Les générations suivantes de ses chiens de chasse sont peintes par le beau-frère de Sydney Dobell, Briton Rivière, notamment dans La chaise vide, qui est exposée pour la première fois à la Dudley Gallery de Londres en 1869. Il est acheté très cher par Howard Dobell, son oncle. Il appartient en 1924 à Ralph Dobell, Brooklands, Cheltenham qui le prête à une exposition à la Cheltenham Art Gallery &amp; Museum.

## liens externes
- Ressources relatives à la musique :   - International Music Score Library Project
  - Discography of American Historical Recordings
  - MusicBrainz
- Ressource relative à la littérature :   - Internet Speculative Fiction Database
- Ressource relative aux beaux-arts :   - National Portrait Gallery
- Notices dans des dictionnaires ou encyclopédies généralistes :   - Britannica
  - Enciclopedia italiana
  - Enciclopedia De Agostini
  - Oxford Dictionary of National Biography
  - Treccani
- Notices d'autorité :   - VIAF
  - ISNI
  - BnF (données)
  - IdRef
  - LCCN
  - GND
  - Pays-Bas
  - Israël
  - Lettonie
  - WorldCat